# Sória
Sória (em castelhano: Soria) é uma cidade e município da Espanha, na comunidade autónoma de Castela e Leão e da província homónima, da qual é capital. Está situada no centro-norte, nas margens do rio Douro.
O município tem 271,8 km² de área e em 2021 tinha 39 695 habitantes (densidade: 146 hab./km²).

## História

### Nome
Sória entrou na História pela mão dos romanos. No entanto, na actual muralha do castelo, foram descobertos restos de uma povoação, provavelmente associados à existência de Numância. Bartolomé de Torres, na sua topografia da cidade de Numância, assegura que o castelo desta cidade tomou o nome de Oria de um cavaleiro grego chamado Dórico, capitão dos dórios, que chegou a Sória desde Acaya, na Grécia. Alguns historiadores deduzem, desta afirmação, que os primeiros habitantes de Sória foram os dórios. Não obstante, não há vestígios arqueológicos que confirmem esta teoria. Outro grupo de especialistas acredita que os primeiros povoadores de Sória foram os suevos, cujos reis ali estabeleceram as suas cortes (de acordo com Tutor e Malo no seu Compendio historial de las dos Numancias).
Contudo, ambas estas hipóteses têm caído em descrédito com o passar do tempo porque nenhum documento as confirmou ainda de forma inequívoca. Parece lógico supor que a palavra "Sória" derive de Dauria, que por sua vez deriva de Daurius, ou seja, Douro. A estas versões sobre a origem do nome de Sória, somam-se, ainda, a de Pedro de Rúa, que deriva Sória de Sarra, nome da cidade de Tiro, e sorianos de sarranos, os seus habitantes. Num livro de armas, conta-se que, quando Afonso VII, O Imperador, reedificou Sória, descobriu-se uma pedra enorme com um sinal gravado que parecia com a letra "S", a qual teria sido acrescentada ao castelo de Oria, dando, então, origem à actual Sória.

### Reconquista
Durante o século XI, Sória tornou-se num importante enclave pela sua situação estratégica junto ao Douro e marcou o limite entre os domínios cristãos y muçulmanos na denominada marca do Douro ou linha do Douro. No início do século XII, o rei Afonso I, O Batalhador, conquistou-a definitivamente aos mouros e repovoou-a situando a fronteira mais a sul. No entanto, Sória continuou a ser um enclave estratégico devido às lutas pelo território entre os reinos de Castela e Leão (a cuja tutela passou em 1134), Navarra e Aragão.
Afonso VIII manteve a independência do reino de Leão graças à ajuda prestada pelos sorianos e, como agradecimento, concedeu à cidade uma série de privilégios. Em 1195 Sancho, O Forte, tomou a cidade e no início do século XIII Sória conheceu um dos seus períodos mais florescentes graças à sua situação fronteiriça. O comércio, nas mãos dos judeus, fez de Sória uma cidade próspera e importante. Os judeus ampliaram as termas, situadas nos limites do castelo, e deram riqueza à cidade. De acordo com Marcel «no castelo de Sória, dentro do muro principal, há um espaço imenso no qual antigamente havia trezentas casas e um templo, que ainda hoje existe, embora em ruínas.

### Declínio
Em 1492, o decreto de expulsão dos judeus trouxe a declínio económico e social de Sória. Durante o reinado dos Reis Católicos, interrompeu-se a narrativa histórica de Sória porque, após a união dos reinos de Aragão, Navarra e Castela, a cidade deixou de ser um enclave estratégico. Esta situação prolongou-se durante a segunda metade da Idade Média e Sória só voltaria a recuperar o seu protagonismo com a guerra de Sucessão, ao defender a causa de Filipe V e proteger das pretensões aragonesas a linha fronteiriça (1706-1707).
Em 1808, após a invasão francesa da Península Ibérica, constituiu-se em Sória uma Junta de Armamento e Defesa que organizou o regimento do Batalhão de Numantinos, activo nas frentes de Logronho e Siguenza. A 20 de novembro de 1808 as tropas francesas chegaram às portas de Sória e saquearam a cidade, deixando-a em chamas. Só na segunda metade do século XIX é que Sória recuperou os índices de população e riqueza.

### Actualidade
Actualmente, Sória pode definir-se como uma capital pequena, mas activa graças à indústria do turismo, que conserva em parte o seu carácter histórico e medieval, e lugares que resumem essa magia que seduziu os viajantes de todos os tempos.
Com 2,4% do total da superfície territorial de Espanha, Sória tem uma população que representa menos de 0,19% e com uma tendência de descida, com uma média de 292 nascimentos por ano, e a diminuir sucessivamente, também. O seu crescimento vegetativo é menor que 386. Em termos de rendimento, é 132 668 milhões de pesetas, o mais baixo de toda a Espanha.
A diminuição da população soriana tem como consequência a escassez de mão-de-obra devido ao constante êxodo de sorianos para outras províncias (Saragoça é a província de Espanha com mais sorianos residentes). A população é envelhecida e a regeneração faz-se apenas por via da natalidade (que é baixa). Isto faz com que, por exemplo, a densidade populacional da província seja inferior à do Deserto do Saara.
As diferentes administrações centrais têm condenado a província pela escassez de investimento e apoio ao desenvolvimento, a eliminação de linhas de férreas por causa da baixa rentabilidade, a impossibilidade de aceder a ensino superior de qualidade, entre outros.[carece de fontes?]

## Monumentos

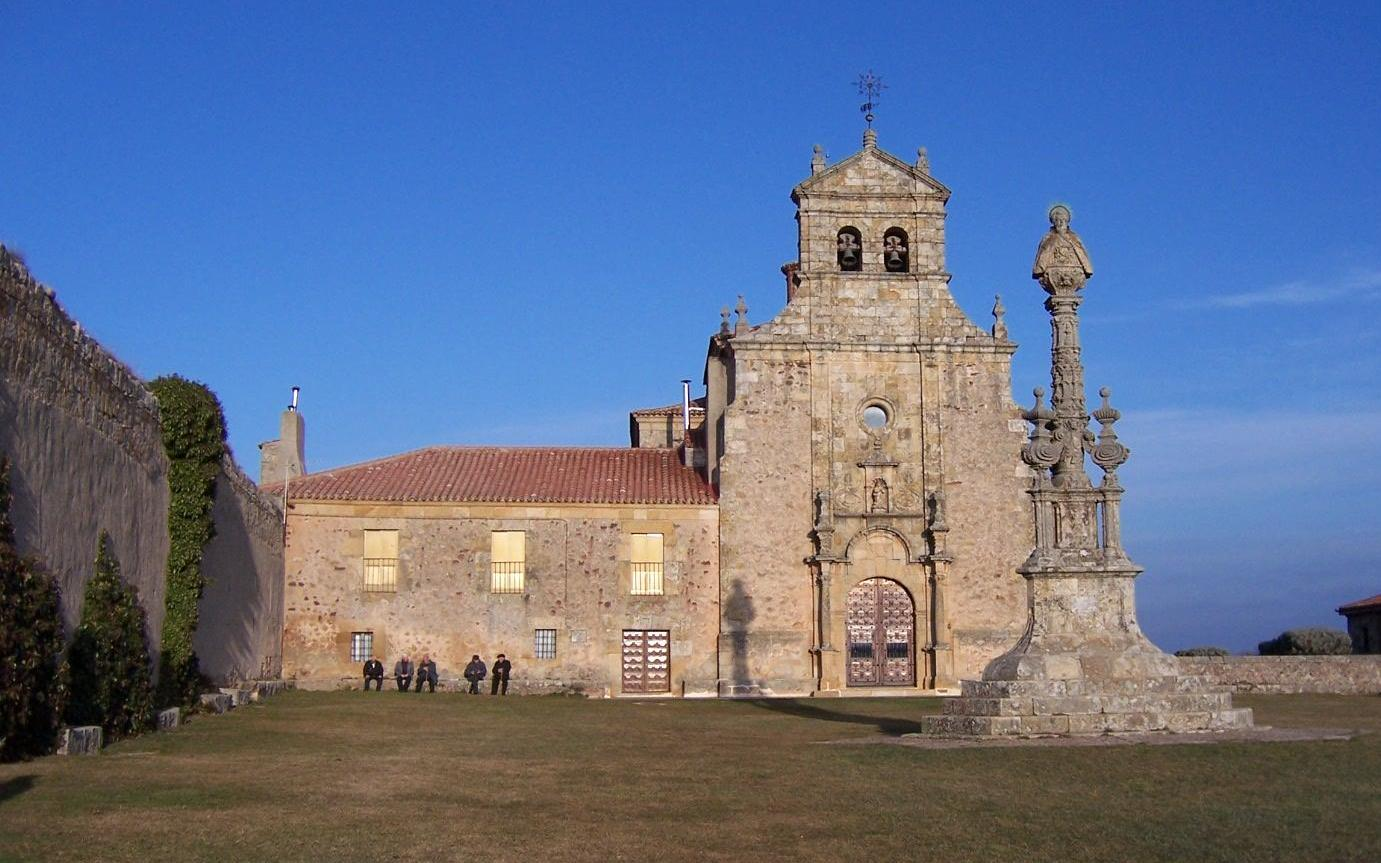
Virgem de Mirón.

Sória conta com muitos monumentos, nomeadamente vários exemplares de estilo românico. Entre os mais destacados, contam-se os seguintes:
- San Juan de Rabanera
- Convento de São Domingos
- Catedral de São Pedro
- Ruínas do claustro de São João do Douro
- São Nicolau
- Ermida da Virgem de Mirón

De destacar, igualmente, o Museu Numantino de Sória, que abriga uma boa parte dos vestígios arqueológicos de Numância.